# Сања Радосављевић
Сања Радосављевић (15. јануар 1994) српска је рукометашица која игра на позицији левог крила и тренутно наступа за мађарски Ваци и репрезентацију Србије.

## Биографија
Наступала је у Динаму из Панчева, Радничком из Крагујевца (освојена титула шампиона Србије) и Вацију.
За репрезентацију Србије наступала је на три светска и три европска првенства.
Добила је признање за најбољу српску рукометашицу у 2016. години.
Поред бављења рукометом, Сања студира на правном факултету.